# Безумовна збіжність
В математичному аналізі,  ряд {\displaystyle \sum _{n=1}^{\infty }x_{n}} в банаховому просторі X називається безумовно збіжним, якщо для довільної перестановки {\displaystyle \sigma :\mathbb {N} \to \mathbb {N} } ряд {\displaystyle \sum _{n=1}^{\infty }x_{\sigma (n)}} є збіжним і {\displaystyle \sum _{n=1}^{\infty }x_{\sigma (n)}}={\displaystyle \sum _{n=1}^{\infty }x_{n}}.

## Властивості
- Довільний абсолютно збіжний ряд є безумовно збіжним, але обернене твердження є невірним. Проте, коли X = Rn, тоді внаслідок теореми Рімана , ряд {\displaystyle \sum x_{n}} є безумовно збіжним тоді і тільки тоді, коли він є абсолютно збіжним.
- Якщо {\displaystyle \{x_{n}\}\,} послідовність елементів гільбертового простору H, то з безумовної збіжності ряду {\displaystyle \sum _{n=1}^{\infty }x_{n}} випливає {\displaystyle \sum _{n=1}^{\infty }\lVert x_{n}\rVert ^{2}<\infty .}

### Еквівалентні визначення
Можна дати кілька еквівалентних визначень безумовної збіжності: ряд є безумовно збіжним тоді і тільки тоді коли: 
- для довільної послідовності {\displaystyle (\varepsilon _{n})_{n=1}^{\infty }}, де {\displaystyle \varepsilon _{n}\in \{-1,+1\}}, ряд {\displaystyle \sum _{n=1}^{\infty }\varepsilon _{n}x_{n}} є збіжним.
- для довільної послідовності {\displaystyle (\alpha _{n})_{n=1}^{\infty }}, такої що {\displaystyle \sup _{n}|\alpha _{n}|<\infty }, ряд {\displaystyle \sum _{n=1}^{\infty }\alpha _{n}x_{n}} є збіжним.
- для довільної послідовності {\displaystyle 1\leq k_{1}<k_{2}<\ldots },  ряд {\displaystyle \sum _{n=1}^{\infty }x_{k_{n}}} є збіжним.
- для довільного {\displaystyle \epsilon >0} існує скінченна підмножина {\displaystyle I\subset \mathbb {N} ,} така що  {\displaystyle \lVert \sum _{i\in J}x_{i}\rVert \,<\epsilon }  для довільної скінченної підмножини {\displaystyle J\subset \mathbb {N} \setminus I}

## Приклад
Нехай дано простір {\displaystyle l^{p}\,,} де {\displaystyle 1\leqslant p<\infty } — банаховий простір числових послідовностей з нормою {\displaystyle \|x\|_{p}=\left(\sum \limits _{n=1}^{\infty }|x_{n}|^{p}\right)^{\frac {1}{p}}}. Розглянемо в ньому послідовність {\displaystyle x_{n}=(0,\ldots ,{\frac {1}{n}},0,\ldots ),} де ненульове значення стоїть на n-му місці. Тоді ряд {\displaystyle \sum _{n=1}^{\infty }x_{\sigma (n)}} є безумовно збіжним, але не є абсолютно збіжним.